# 编码区
基因的编码区（英語：Coding region），亦称为“编码序列”（Coding sequence）或“CDS”（Coding DNA Sequence），是指DNA或RNA中由外显子组成，编码蛋白质的部分。该区域的边界范围从靠近5′末端的起始密码子开始，到靠近3′末端的终止密码子为止。mRNA的编码区范围位于5′非翻译区和部分同样为外显子的3′非翻译区之间。
某个生物体的编码区是指该生物由基因编码区组成的基因组的总和。

## 编码序列注释
虽然识别DNA序列内的开放阅读框简单明了，但识别编码序列却并非如此，因为细胞只会把所有开放阅读框的一部分翻译为蛋白质。目前CDS预测通过对细胞mRNA取样测序完成，但要判断给定mRNA究竟哪一部分实际翻译为了蛋白质，目前仍是问题。CDS预测属于基因预测的一部分，后者不仅包括对编码蛋白质的DNA序列预测，也包括对其它功能元件，如RNA基因和调节序列的预测。